# Эккенрот
Эккенрот (нем. Eckenroth) — община в Германии, в земле Рейнланд-Пфальц. 
Подчиняется административному округу Дармштадт. Входит в состав района Бад-Кройцнах. Подчиняется управлению Штромберг.  Население составляет 208 человек (на 31 декабря 2010 года). Занимает площадь 1,08 км².